# Amne Machin
Amne Machin o Anyi Machen (xino: 阿尼玛卿 A'nyêmaqên Shan; pinyin: Āní Mǎqīng, Tibetà: ཨ་མྱེ་རྨ་ཆེན།, Wylie: a mye rma chen, "Avi Pomra") és una muntanya que dona nom a un conjunt de muntanyes o massís d'Amne Machin; la que porta aquest nom és la més alta dins del massís i que es localitza a la zona central i occidental de la Xina (província de Qinghai). El massís de l'Amne Machin pertany a la serralada Kunlun, important sistema muntanyenc asiàtic. L'elevació del seu pic s'estima en 6.282 msnm, la qual cosa el col·loca en la posició 23 entre les muntanyes xineses.

## Història
El massís va ser considerat durant molt temps com a sagrat i lloc de peregrinació fins que el règim comunista va prohibir la circumval·lació de més de 185 quilòmetres que feien més de 10.000 tibetans de la prefectura autònoma de Golog.
El primer europeu que va descriure la muntanya va ser l'explorador britànic George Pereira en la seva expedició a peu des de Pequín fins a Lhasa entre els anys 1921 i 1922. Pereira, qui va veure el Amne Machin des de més de 100 quilòmetres de distància, va pensar que "la seva altura deu ser d'almenys 25.000 peus [7.650 metres], i pot ser que més; empetiteix totes les altres muntanyes que hi ha prop d'ell."
No obstant això, el massís no va ser escalat fins a 1949. Les muntanyes del massís Amne Machin van ser sobrevolades per alguns pilots nord-americans, els quals van sobreestimar la seva altura fins als 30.000 peus (9.144 metres). Un article de 1930 de National Geographic estimava l'altura del pic en 28.000 peus (8.534 metres) basant-se en l'informe de Joseph Rock, un botànic nord-americà. Durant algun temps, aquestes muntanyes es van considerar com un probable lloc per a una muntanya més alta que el Everest. El 1949, una expedició Xina va pujar a les muntanyes, però en 1980 es va demostrar que realment no havien coronat el pic correcte.
El Amne Machin va ser coronat per primera vegada el 1981 per una cordada nord-americana (la primera expedició estrangera autoritzada pel govern xinès). Galen Rowell, Harold Knutsen i Kim Scmitz van aconseguir coronar el pic i van informar que la seva veritable elevació era de 20.610 peus (6.282 metres)